# Новгородцев Павло Іванович
Новгородцев Павло Іванович (16 (28) лютого 1866, Бахмут — 23 квітня 1924, Прага) — російський юрист-правознавець, філософ, громадський і політичний діяч, історик (автор книг з історії філософії права). Один з представників лібералізму в Росії.

## Життєпис
Син харківського купця 2-ї гільдії. У 1884 році закінчив Катеринославську гімназію із золотою медаллю, після чого вступив на природниче відділення фізико-математичного факультету Московського університету, але вже через місяць перевівся на юридичний факультет. У 1888 році, після отримання диплома 1-го ступеня, він був залишений на два роки в університеті для підготовки до професорського звання. Був направлений вивчати право в Берліні і Парижі. З серпня 1896 року — приват-доцент Московського університету по кафедрі історії філософії права. З 1897 — магістр права.
З лютого 1903 року — екстраординарний, з листопада 1904 року — ординарний професор юридичного факультету Московського університету по кафедрі енциклопедії права і історії філософії права. Одночасно з 1900 року викладав на Вищих жіночих курсах (з березня 1915 року — професор), співпрацював в журналі «Питання філософії і психології».
З 1904 року Новгородцев був членом ради Союзу Визволення, в 1905 році вступив в конституційно-демократичну («кадетську») партію. Як член партії, став депутатом I Державної Думи від рідної Катеринославської губернії. Після розпуску думи, в числі багатьох інших депутатів підписав «Виборзьке відозву» від 10 липня 1906 року і був засуджений за ст.129, ч.1, п.п.51 і 3 Кримінального Уложення і провів три місяці в тюремному ув'язненні. Після звільнення відійшов від активної політичної діяльності, зосередившись на науково-викладацькій роботі. У 1906 році став директором Московського комерційного інституту, який очолював аж до 1918 року. У 1911 році, разом з групою викладачів Московського університету, звільнився з університету в рамках так званого «Справи Кассо».
З кінця літа 1918 року перебував в розташуванні Білої армії на півдні Росії. В кінці 1918 року виїхав за кордон, співпрацював в газеті «Руль» (Берлін), проте в 1920 році повернувся до Криму, зайнятий військами барона Врангеля; викладав в Сімферопольському університеті. У листопаді 1920 року евакуювався з Криму разом з частинами Російської армії. Після евакуації спочатку жив в Берліні, з кінця 1920 року — в Празі. У 1921—1922 рр. читав лекції в Аахенській технічній школі. Навесні 1922 року заснував і очолив Російський юридичний факультет у Празі. Брав активну участь в діяльності Російської академічної групи в Празі і створенні Російського національного університету.
Помер у Празі в 1924 році, похований на Ольшанському цвинтарі.